# The Forbidden Woman (film 1920)
The Forbidden Woman è un film muto del 1920 diretto da Harry Garson che lo produsse attraverso la propria casa di produzione, la Garson Studios. Pare che la sceneggiatura di Charles E. Whittaker si basi "su un libro di Leonore J. Coffee", ma non ci sono informazioni certe per certificarlo.
Il film aveva come interpreti Clara Kimball Young e Conway Tearle.

## Trama

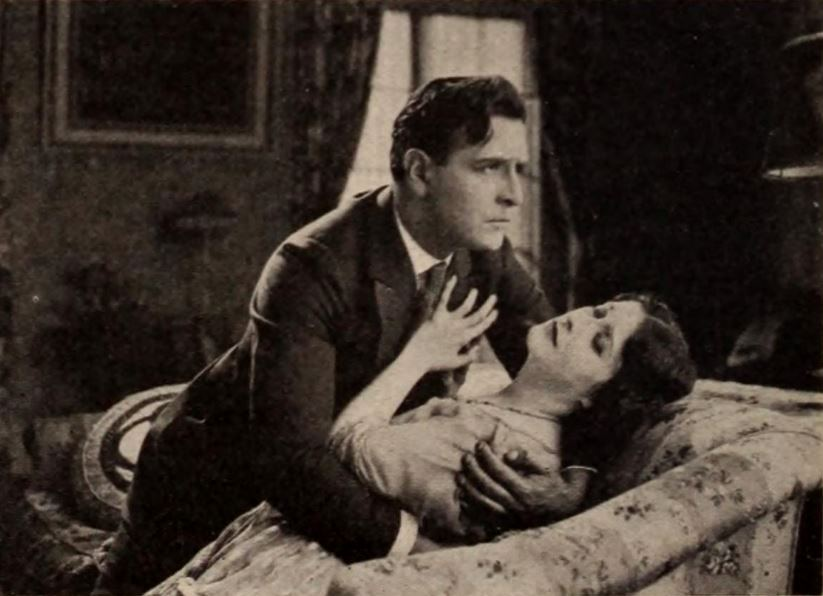
Conway Tearle e Clara Kimball Young

Diane Sorel, idolo dei palcoscenici parigini, lascia la Francia in seguito allo scandalo che l'ha coinvolta quando Andrew de Clermont, uno dei suoi ammiratori, si è suicidato nel suo appartamento. Giunta negli Stati Uniti, l'attrice vuole prendersi un periodo di pausa, in solitudine, prima del suo debutto teatrale a New York. Affitta così una casa di campagna. Mentre si trova lì, conosce lo scrittore Malcolm Kent, suo vicino. I due si innamorano ma presto lei scopre che l'uomo è il fratello di madame de Clermont, la vedova del suicida. Diane, allora, decide di dirgli tutta la verità, raccontandogli dello scandalo che l'ha fatta allontanare da Parigi. Malcolm, scioccato, respinge la donna. Solamente all'arrivo di sua sorella, giunta da Parigi, l'uomo si potrà ricredere su Diane: madame de Clermond, infatti, scagiona interamente l'attrice dall'avere una qualsiasi responsabilità nella morte di suo marito, considerandola totalmente innocente. Malcolm e Diane, adesso, potranno riprendere la loro storia d'amore.

## Produzione
Il film fu prodotto dalla Garson Studios. Alcune scene in esterni vennero girate a San Francisco.

## Distribuzione
Il copyright del film, richiesto dalla Equity Pictures Corp., fu registrato il 28 febbraio 1920 con il numero LP15234.

La prima del film, distribuito dalla Robertson-Cole Distributing Corporation e presentato da Harry Garson, si tenne a Milwaukee il 15 febbraio 1920. Il 22 febbraio 1920, venne poi proiettato a New York.
Copia completa della pellicola si trova conservata negli archivi della Library of Congress di Washington.